# Pincoyasturmschwalbe
Die Pincoyasturmschwalbe (Oceanites pincoyae) ist eine Seevogelart aus der Familie der Sturmschwalben (Oceanitidae). Der Artname bezieht sich auf die Pincoya, einen Wassergeist aus der Chilote-Mythologie. Nachdem Seamus Enright und Michael O’Keeffe im Jahr 2009 Fotos von unidentifizierten Sturmschwalben aus den Gewässern des Chiloé-Archipels veröffentlichten, wurden diese Vögel 2011 genauer erforscht und 2013 als neue Art wissenschaftlich beschrieben.

## Merkmale
Die Pincoyasturmschwalbe erreicht eine Länge von ungefähr 16 cm und ein Gewicht von 22 bis 30 g. Sie ist eine kleine Sturmschwalbenart mit langen Beinen, eckigem Schwanz und einer weißen Hufeisenzeichnung auf den Oberschwanzdecken, die typisch für die Arten der Gattung Oceanites ist. Über beide Flügelflächen verläuft ein charakteristisches, ausgeprägtes, weißes Band. Der Kopf und die Unterseite sind überwiegend schwarzbraun. Das frische Gefieder zeigt eine silbriggraue Verwaschung bei gutem Licht. Die weißen Oberschwanzdecken formen ein auffälliges Hufeisen und kontrastieren scharf mit dem schwarzbraunen Bürzel und Schwanz. Das äußerste Paar der Steuerfedern weist eine weiße Basis entlang zwei Drittel seiner Länge auf. Die Oberflügel sind schwarzbraun, ausgenommen die helleren großen und mittleren Armdecken und die inneren großen Handdecken, die durch klare weiße Säume hervorgehoben sind und zu den übrigen Oberflügeln sowohl im Flug als auch in der Ruhestellung stark kontrastieren. Im frischen Gefieder sind diese Flügelflächen am auffälligsten. Die Außenfahnen der großen Handdecken haben dünne weiße Säume. Die innersten Armschwingen und die längsten Schirmfedern haben dünnere weiße Säume. Die Unterflügel sind dunkel, abgesehen von einem kontrastierenden weißen Band entlang der großen Arm- und Handdecken. Letztere haben an den äußersten Federn einen bräunlichen Subterminalfleck.

## Lautäußerungen
Gruppen bei der Nahrungssuche geben ein unaufhörliches, lautes, sperlingsähnliches Geschnatter von sich.

## Verbreitung
Vorkommen wurden im Seno de Reloncavi (Reloncavi-Sund), bei Puerto Montt und in der Region des Chacao-Kanals nahe der Insel Chiloé im südlichen Zentralchile entdeckt.

## Lebensraum
Die Pincoyasturmschwalbe ist offenbar in den geschützten Innengewässern im chilenischen Fjord-System am häufigsten, wo die Wassertiefe 100 bis 200 m erreicht. Von der Hochsee-Zone sind bisher keine Aufzeichnungen bekannt. Ansammlungen vieler Exemplare bei der Nahrungssuche wurden sowohl bei ruhiger als auch bei rauer See beobachtet.

## Nahrungsverhalten
Die Ökologie und das Verhalten bei der Nahrungssuche sind einzigartig unter den Seeschwalben der Südhalbkugel. Hierzu zählt der sogenannte „mouse-run“, bei dem die Flügel gefaltet werden und die Läufe halb untergetaucht sind sowie wiederholtes Tauchen unter der Oberfläche bei der Nahrungssuche. Fuß-Plätschern ist üblich, dem manchmal ein Eintauchen folgt, um Nahrung unter der Wasseroberfläche zu sammeln. Manchmal tauchen die Vögel unter Wasser, in dem sie ihre Füße als Antrieb benutzen. Die Nahrungssuche erfolgt einzeln oder paarweise. An guten Futterplätzen sind sie jedoch zu mehreren Hundert zu beobachten.

## Fortpflanzungsverhalten
Über das Fortpflanzungsverhalten ist nichts bekannt. Anhand der Mauserdaten wird vermutet, dass die Brutsaison Anfang Oktober mit der Ankunft der Vögel in den Kolonien beginnt. Die Eiablage beginnt vermutlich Mitte November und die Jungen werden zwischen Mitte und Ende Februar flügge. Vermutlich wird ein Ei gelegt.

## Status
Die Pincoyasturmschwalbe wurde 2014 in die Kategorie „unzureichende Datenlage“ (data deficient) der IUCN Redlist aufgenommen. Der Bestand wird auf ungefähr 3000 Exemplare geschätzt. Der Seno de Reloncavi und die Chiloé-See sind geschützte Innengewässer. Fortschreitende menschliche Aktivitäten im nahegelegenen Puerto Montt könnten ein erhöhtes Risiko von Schiffsunfällen und Gewässerverschmutzung andeuten. Weitere Gefährdungen könnten von den kommerziellen Lachs- und Muschelfarmen ausgehen sowie von der Verwendung von Bojen aus Polystyrol, von denen sich winzige Partikel lösen, die dann von den Seeschwalben verschluckt werden. Die Entdeckung der Nistgründe wäre ein wichtiger Schritt für einen adäquaten Schutz dieser Art.